# Hochemmingen
Hochemmingen ist der größte Stadtteil Bad Dürrheims im Schwarzwald-Baar-Kreis in Baden-Württemberg (Deutschland).

## Lage

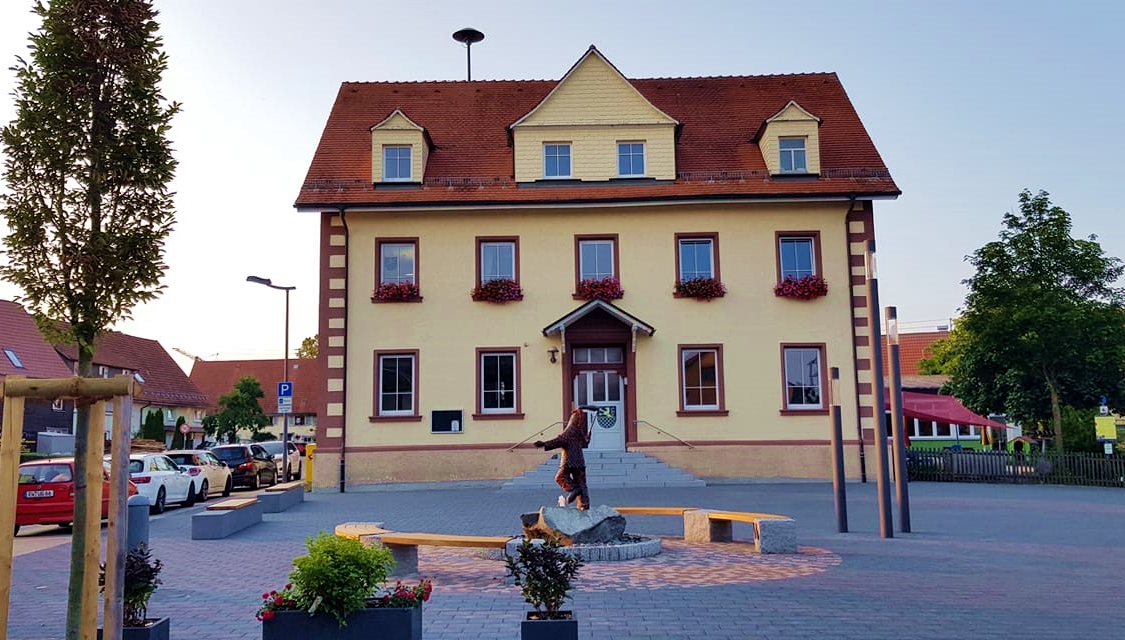
Ortsmitte Hochemmingens mit dem Rathausplatz

Hochemmingen liegt exponiert auf einem abgestumpften, fruchtbaren Berg am östlichen Ende der Baar, der eine beeindruckende Aussicht bietet. Die Ortschaft, ein alemannisches Haufendorf, liegt zentral in der 981 ha großen Gemarkung und erstreckt sich vornehmlich von Nord nach Süd.
Die Böden Hochemmingens sind fruchtbar. Wegen des tonreichen, kalten Erdreichs sind sie aber schwer zu bearbeiten. In Senken neigen die Böden außerdem leicht zu Versumpfungen. Allerdings sind die früheren Niedermoore nahezu ganz entwässert worden.
Geologisch gesehen liegt Hochemmingen auf dem Sattel der zweiten Übergangsstufe zum Jura. Den höchsten Punkt erreicht die Gemarkung in einer nordwestlich gelegenen Anhöhe, dem "Eckbühl", mit 799,2 m ü. d. M.
Die Lage Hochemmingens am Ostrand der Baarhochmulde hat zur Folge, dass an deren tiefstem und damit kältesten Punkt extreme Tiefsttemperaturen erreicht werden (bis zu −33,6 Grad).

## Ortsname
Der Name Emmingen soll von dem alemannischen Personennamen Emo abgeleitet sein. Der Ortsname wurde erstmals als Omingin 1120 in einer Urkunde Papst Calixt II. für das Kloster St. Blasien erwähnt. 1256 war die Schreibweise Emmingen, 1409 Emmingen vor dem Walde und 1579 Hochemmingen in der Herrschaft Höwen.

## Geschichte

### Hallstattzeit

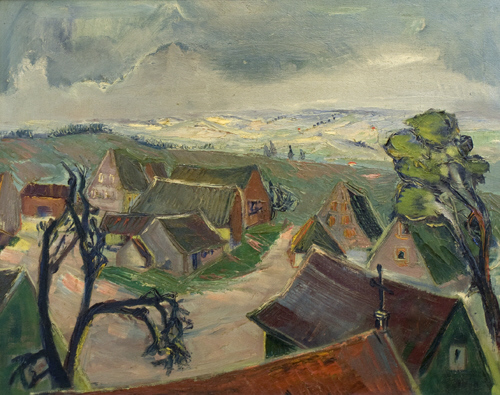
Waldemar Flaig: Hochemmingen, 1930

Auf die Hallstattzeit (800–450 v. Chr.) geht die keltische Abschnittsburg auf dem nahe gelegenen Türnleberg (790 m) zwischen Schwenningen am Neckar und Hochemmingen zurück. Die Anlage wurde vermutlich von einem Stammesfürsten als Fliehburg erbaut. Die Abschnittsburg erhebt sich etwa 25 Meter über die nächste Umgebung und war rundum durch Wallgräben gesichert. Am Fuß des Berges befinden sich mehrere hallstattzeitliche Hügelgräber. Im größten Grabhügel südlich des Türnlebergrückens ist ein Burgherr der keltischen Abschnittsburg bestattet.

### Mittelalter
Im Jahr 1113 wurde der Fronhof von Hochemmingen vom Freiherren von Hochemmingen dem Kloster St. Blasien geschenkt (erste urkundliche Erwähnung Hochemmingens). Dieser Fronhof kam 1739 an das Kloster Sankt Georgen im Schwarzwald und wurde 1786 in zwei Höfe aufgeteilt. Da die einstige Zehntscheuer 1669 vollständig abbrannte, wurde der über dem Eingang eingesetzte Sandstein mit dem Wappen Kaspars I. vom Jahr 1549 (linke Seite mit Bläsischem Wappen mit dem springenden Hirsch gegenübergestellt) vermutlich beim Wiederaufbau der Zehntscheuer in den Neubau eingefügt.
Ein zweiter Fronhof gehörte dem Kloster Amtenhausen, dem ältesten von St. Georgen gegründeten Frauenkloster. Dieser Hof wird in allen Urbaren von 1312 bis 1508 an erster Stelle aufgeführt und war immer bewirtschaftet. 1312 wurden zum Fronhof Äcker sowie Zinsgüter aufgezählt, 1329 wurden diese nicht mehr genannt und waren offenbar auf das bäuerliche Lehnsgut verteilt. Dieses war wahrscheinlich das Vogtslehen des Grafen Wolfgang zu Fürstenberg, von dem es in einer Urkunde vom 24. April 1497 heißt: „Heinrich von Buoch hat sich und seinen Bruder die nachgenannten Stücke vom Grafen Wolfgang zu Fürstenberg zu rechtem Mannslehen empfangen: die Vogtei zu Hochemmingen.“
Vom 11. Jahrhundert an hatten die Freiherren von Wartenberg (vormals Ritter und Edle von Geisingen genannt) die Herrschaft über Hochemmingen und andere Ortschaften der Baar inne. Im Jahr 1281 starb die männliche Linie dieser Freiherren aus, doch Anna, die Tochter des letzten Freiherren von Wartenberg, heiratete Heinrich I., Graf in Freiburg im Breisgau und Badenweiler. Ihre Tochter, Verena, wurde 1307 mit Heinrich II. von Fürstenberg-Baar getraut, sodass Hochemmingen 1321 erblich an die Grafen von Fürstenberg kam. Es gab auch eine wartenberg-fürstenbergische Dienstmannfamilie "von Emmingen", die aber schon früh ihren Besitz an Hochemmingen aufgab und im 15. Jahrhundert ausstarb.
In der Nähe der hallstattzeitlichen Abschnittsburg auf dem Türnleberg befand sich im Mittelalter auf einem Plateau ein Burgstall. Dieser Burgstall wurde mehrfach urkundlich erwähnt. Erstmals 1349, dann 1570 und schließlich 1703 als "Burg Falkenstein". Dieser Burgstall sicherte im Mittelalter einen von Villingen kommenden und über Hochemmingen an die Donau führenden Handelsweg.

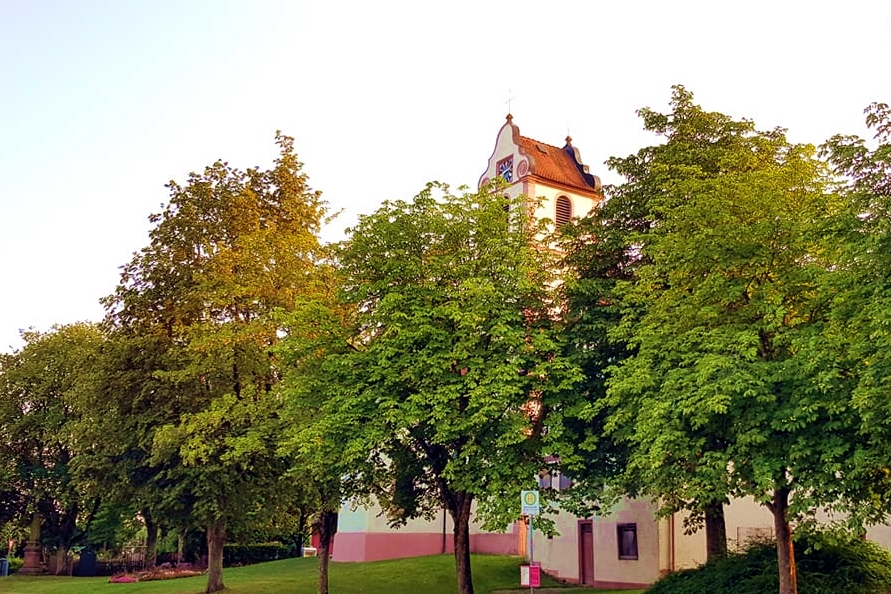
Kirche Peter und Paul mit den Hochemminger Kastanien

Das Hochemminger Wappen an der Rathaustür

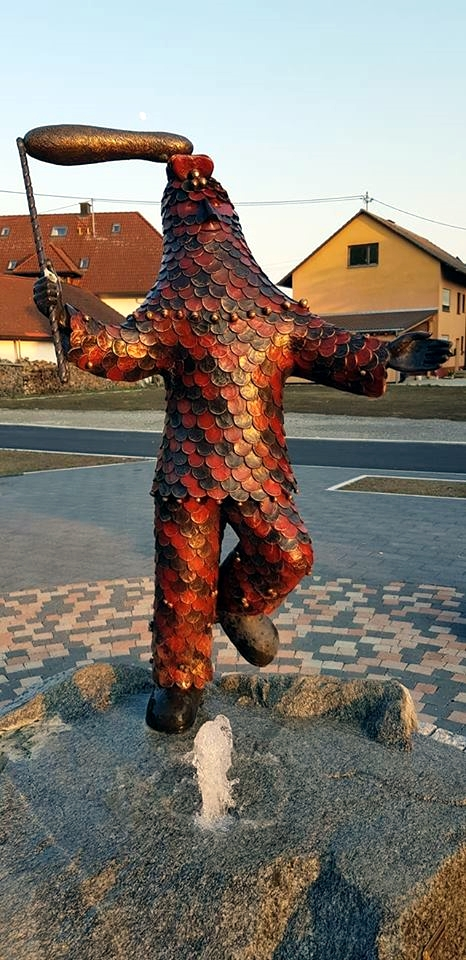
Der Eckbühlblätz-Brunnen der Hochemminger Narrenzunft

### Neuzeit
Zu Beginn des Bauernkrieges 1524 verweigerten die Hochemminger dem Bauernführer Hans Müller von Bulgenbach die Gefolgschaft. Sie begründeten ihr Fernbleiben von den Bauernaufständen damit, dass sie bei den Herren von Fürstenberg verbleiben wollten, weil diese es gut mit den armen Leuten meinten.
Schon 1632 wurde die Kirche bei der Besetzung durch die Schweden teilweise zerstört und ihrer Glocken beraubt. Der Generalfeldzeugmeister in schwedischen Diensten Georg Friedrich vom Holtz zu Niederholz plante von hier aus die Wasserbelagerung der Stadt Villingen.
Infolge der napoleonischen Kriege und der Mediatisierung im Reichsdeputationshauptschlusses wurde das fürstlich-fürstenbergische Hochemmingen 1805 kurzzeitig württembergisch, später dann badisch.
1697 findet sich die erste Mitteilung über Lehrer und Schule in einer Kirchenfondsrechnung über eine Ausgabe an den „Schulmeister für geleisteten Fleiß im Kirchengesang“. Nach dem Urbar von 1788 wurde die „Normalschule“ eingeführt und 1858 wurde das ehemalige Schulhaus mit Rathaus und Lehrerwohnung erbaut.

### Brandunglücke
Zweimal wurde Hochemmingen von schweren Bränden heimgesucht. Bei dem großen Brandunglück von 1602 brannte das ganze Dorf ab. Ein "Jauner" (Dieb), dem die Hochemminger die Nachtherberge abgeschlagen hatten, setzte das ganze Dorf in Brand. Nur die Kirche blieb verschont. Bei der zweiten Feuersbrunst 1669 wurden zahlreiche Gebäude wie die Zehntscheuer zerstört. Bei diesem zweiten Brand war auch die Kirche betroffen. Nur das Bild der hl. Dreifaltigkeit blieb verschont.
1790 zählte Hochemmingen 270 Einwohner.

### Badische Zeit
1814 zählte Hochemmingen 62 Häuser und 385 Einwohner.
Für 1814 ist auch ein badisch großherzoglicher Wehrzoll in Hochemmingen bezeugt.
Im März 1838 brachen in Hochemmingen die Pocken aus. An den Pocken erkrankte ungefähr jeder zehnte Einwohner Hochemmingens, das damals rund 400 Einwohner zählte. Von Hochemmingen aus verbreitete sich die Krankheit in die benachbarten Orte Aixheim, Weigheim und Tuningen. Die Pockenepidemie endete im Juli 1838.
Die Gemeindevorsteher Hochemmingens und sieben anderer Gemeinden versammelten sich am 13. April 1848 in Sunthausen. Sie beschlossen, den Aufrufen von Friedrich Hecker und Gustav Struve keine Folge zu leisten; die Vertreter von Villingen und Dürrheim unterzeichneten den Beschluss als einzige nicht.
Zur Zeit der 48er Revolution wohnen in Hochemmingen 458 Menschen, deren Zusammensetzung wie folgt aussah: 83 Familien, 7 evangelische Einwohner, 451 katholische Einwohner, 226 Männer und 232 Frauen.
1852 gehörte Hochemmingen zum Amt Donaueschingen und zum Kreis Seekreis.

### Nachkriegszeit
Bis in die 1970er Jahre gab es in Hochemmingen noch 75 landwirtschaftliche Betriebe, heute sind es nur noch sechs. Das ehemals selbstständige Dorf wurde am 1. Januar 1972 in die Stadt Bad Dürrheim eingemeindet und gehört somit jetzt zum Schwarzwald-Baar-Kreis. Es ist der einwohnerstärkste Ortsteil Bad Dürrheims. Er hat eine eigene Ortsverwaltung mit Ortsvorsteher und Ortschaftsrat. Ehrenamtlicher Ortsvorsteher ist Helmut Bertsche.

## Wappen
| Wappen von Hochemmingen | Blasonierung: „In Blau geteilt durch eine goldene (gelbe) Leiste; oben ein wachsender, rotgezungter goldener (gelber) Löwe; unten ein goldenes (gelbes) Schräggitter.“ |
| Wappen von Hochemmingen | Wappenbegründung: Das Wappen wurde 1896 verliehen. Das Wappen geht auf das Privatsiegel eines fürstenbergischen Vogts aus der zweiten Hälfte des 18. Jahrhunderts zurück. Das Wappen wurde auf Anregung des Konservators Wagner im Jahre 1896 vom Gemeinderat angenommen. Die Bedeutung ist unklar. |

## Feste

### Patrozinium
Das örtliche Patronatsfest feiert man jährlich am Sonntag nach Peter und Paul (29.6.) mit einem Umzug um die gleichnamige katholische Kirche.

### Fasnet
Seit jeher hat die Fasnacht in Hochemmingen einen hohen Stellenwert und lässt sich bis ins 18. Jahrhundert zurückverfolgen. Dass die Narrenzunft auf eine lange Tradition zurückblickt, lässt sich durch ein „Narrenblättle“ aus dem Jahr 1897 zeigen. Die Narrenzunft wurde im Jahr 1976 aus der alten Narrenzunft „Früh auf – Spät heim“ neu gegründet, da das Interesse an der alten Zunft zu erlöschen drohte. Die Hauptaufgabe des neu geschaffenen Vereins ist es, das fasnachtliche Brauchtum im Ort zu erhalten und fortzuführen. Die Narrenzunft ist Mitglied in der Schwarzwälder Narrenvereinigung und nimmt an den Narrentreffen der Vereinigung teil.
Hauptfigur ist der Eckbühlblätz. Doch neben den Hästrägern gibt es noch die Narrenräte und Vorstandsmitglieder, den Eckbühlvogt, die Garde, die Guggenmusik „Blosköpf“ und eine Theatergruppe.

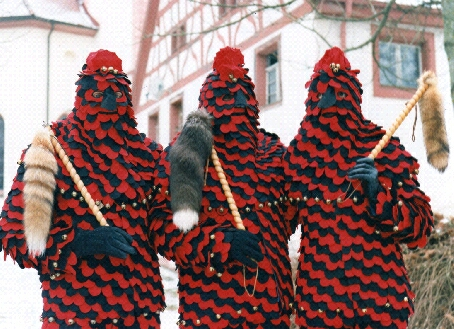
Fasnachtsfigur des Eckbühlplätz aus Hochemmingen

Das Häs des „Eckbühlblätz“ wurde in der jetzigen Form 1973 geschaffen und trat an der Fasnet 1975 erstmals auf. Das Häs benannten seine Narren nach der höchsten Erhebung Hochemmingens – dem Eckbühl. Auf seiner Spitze thronen weithin sichtbar zwei Eschen, die unter Naturschutz stehen. Schon in der alemannischen Sprache wurde der Begriff „Blätz“ verwendet. Das einfache Volk konnte für die alltägliche Arbeit nicht die besten Gewänder tragen. So wurde aus allen noch verwendbaren Stoffteilen, den so genannten „Blätzle“ ein Arbeitsgewand zusammengenäht.
Der Eckbühl-Blätz dagegen ist nicht aus lauter Resten zusammengesetzt, sondern besteht für einen Erwachsenen Hästräger aus ca. 4000 roten und schwarzen, mit der Handschere ausgeschnittenen Blätzle. Nach festgelegtem Muster werden die Blätzle auf Kittel und Hose aufgenäht. Die Haube wird ebenfalls mit Blätzle bestückt. Über die Rückseite der Haube wird ein Kamm aus rotem Filz befestigt, welcher die Artenvielfalt der Vogelwelt symbolisiert. Als Zeichen für die Eschen auf dem Eckbühl wird vom Hästräger ein gedrechselter Stock in der Hand getragen. Der rote Fuchsschwanz und die vielen auf das Häs genähten Glöckchen symbolisieren die Narrenschläue.
Die Entstehung des Eckbühlvogts basiert auf der Geschichte Hochemmingens: Der Vogt des Fronhofs, welcher die Aufgabe hatte, den Zehnten einzutreiben, wurde in Hochemmingen fast ausschließlich mit Getreide abgefunden. Als Zeichen für den Reichtum der Kornernte aus den Reutefeldern am Eckbühl trägt der Eckbühlvogt Ähren am Hut. In seinem mitgeführten Korb befinden sich weitere Güter, die in Hochemmingen erwirtschaftet bzw. geerntet wurden: unter anderem Brot, Speck, Wurst, Most. Der Eckbühlvogt hat auf der Rückseite seines roten Kittels das Vogtshaus mit dem Stufengiebel gestickt und auf der Vorderseite kann man den Eckbühl mit den Eschen erkennen.
1998 wurden die Ried-Hexen Hochemmingen gegründet. Ihr „Häs“ besteht aus einem lila Rock, der die „dunklen Mächte“ über die die alte Frau verfügt symbolisiert; aus einer orangefarbenen Schürze für das Feuer, in dem die Zauberin verbrannt wurde; aus einer grünkarierten Bluse, die für den morastigen und sumpfigen Lebensraum der Frau steht; aus einem schwarzen Tuch an der Holzschemme, das für Trauer steht. Die Holzschemmen werden von einem regionalen Maskenschnitzer in Handarbeit gefertigt.

## Sehenswürdigkeiten

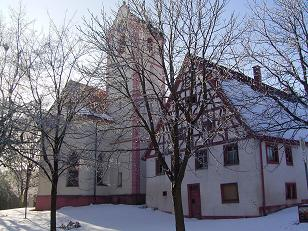
St. Peter und Paul in Hochemmingen

Die Pfarrkirche St. Peter und Paul sowie der Fron-Vogtshofs des ehemaligen Klosters Amtenhausen und der nahegelegene Türnleberg, auf dem sich eine hallstattzeitliche Fliehburg befand, sind sehenswert. Die Abschnittsburg war in ihrem nach Westen gerichteten Sporn rundum durch Wallgräben gesichert, deren äußere Aufschüttung Palisaden trug. In der Nähe lag auf einem isolierten Plateau ein mittelalterlicher Burgstall (urkundliche Erwähnung 1349, 1570 und 1703 als Burg Falkenstein), der im Mittelalter einen von Villingen kommenden und an die Donau führenden Handelsweg sicherte. Außerdem finden sich umliegende hallstattzeitliche Hügelgräber; im größten Grabhügel südlich des Türnlebergrückens wurde ein Oberhaupt der keltischen Abschnittsburg bestattet („Burgherrengrab“).

## Vereinsleben
Das Vereinsleben ist rege. Ältester Verein im Ort ist der Musikverein, der 1901 gegründet wurde. Mitgliederstärkster Verein ist der FC Hochemmingen. Die Narrenzunft wurde 1976 gegründet. Die Landjugend Hochemmingen ist ebenfalls sehr aktiv.